# Sjimanovsk
Sjimanovsk (ryska Шимановск) är en stad i länet Amur oblast i Ryssland. Den ligger ungefär 250 kilometer från Blagovesjtjensk. Folkmängden uppgår till cirka 19 000 invånare.

## Historia
Staden grundades i samband med att järnvägen byggdes 1910. Den kallades först Pjora efter floden som den ligger vid. 1914 fick den namnet Gondatti efter den dåvarande guvernören i Amur oblast, Nikolaj Gondatti. 1920 fick den namnet Vladimiro-Sjimanovskij för att hedra minnet av Vladimir Sjimanovskij, en medlem av Röda armén som blev skjuten till döds i Blagovesjtjensk under Ryska inbördeskriget. Stadsrättigheter erhölls 1950 och namnet kortades då till Sjimanovsk.